# Округ Лодердејл (Мисисипи)
Округ Лодердејл (енгл. Lauderdale County) је округ у америчкој савезној држави Мисисипи.

## Демографија
По попису из 2010. године број становника је 80.261, што је 2.1 (2,7%) становника више него 2000. године.
| Група             | 2000.          | 2010.          |
| Белци             | 46.587 (59,6%) | 43.312 (54,0%) |
| Афроамериканци    | 29.838 (38,2%) | 34.330 (42,8%) |
| Азијати           | 393 (0,5%)     | 580 (0,7%)     |
| Хиспаноамериканци | 888 (1,1%)     | 1.448 (1,8%)   |
| Укупно            | 78.161         | 80.261         |